# Luteocarcinus
Luteocarcinus is een geslacht van kreeftachtigen uit de klasse van de Malacostraca (hogere kreeftachtigen).

## Soort
- Luteocarcinus sordidus Ng, 1990